# 위례한빛중학교
위례한빛중학교(慰禮한빛中學校)는 대한민국 경기도 성남시 수정구 창곡동에 있는 공립 중학교이다.

## 학교 연혁
- 2016년 3월 1일 : 위례한빛중학교 4학급 개교
- 2016년 3월 1일 : 초대 김광배 교장 취임
- 2016년 3월 2일 : 1학년 60명 입학
- 2017년 2월 10일 : 제1회 졸업(졸업생 수 48명)
- 2022년 1월 4일 : 제6회 졸업(졸업생수 231명) (총 886명)
- 2023년 3월 2일 : 2023학년도 입학(387명)
- 2023년 9월 1일 : 제4대 심숙현 교장 취임
- 2024년 1월 4일 : 제8회 졸업(졸업생수 283명)

## 참고 자료
- 위례한빛중학교 - 한국교육학술정보원 학교알리미